# شهدا (فیلم)
شهدا (به فرانسوی: Martyrs) یک فیلم ترسناک فرانسوی زبان به کارگردانی پاسکال لوژیه و محصول سال ۲۰۰۸ میلادی است. این فیلم که با بودجهٔ ۲٫۸ میلیون یورویی تولید شده، محصول مشترک کشورهای فرانسه و کانادا است.

## داستان
شهدا داستان یک زن جوان به‌نام لوسی را روایت می‌کند که در پی انتقام از افرادی است که در زمان کودکی‌اش او را ربوده و مورد آزار و اذیت قرار داده‌اند. همراه او در این مسیر دختری دیگر به نام آنا است که در کودکی اتفاقات مشابهی را از سر گذرانده‌است.

## خشونت
با توجه به میزان خشونتی که در فیلم وجود دارد شهدا مانند فیلم درون (۲۰۰۷) در ردهٔ فیلم‌های نوین ژانر وحشت فرانسه رده‌بندی می‌شود. شهدا در زمان نمایش به‌عنوان فیلمی که برای افراد زیر ۱۸ سال نامناسب است درجه‌بندی شد و این موضوع باعث درخواست بازنگری از سوی تهیه‌کنندگان آن شد. انجمن کارگردانان فرانسه نیز با این توضیح که «این نخستین بار است که با یک فیلم فرانسوی در این ژانر با این درجه‌بندی، چنین برخوردی شده‌است» از وزارت فرهنگ فرانسه درخواست کرد درجه‌بندی فیلم را مجدداً بررسی کند.

## نقد
به‌عقیدهٔ جیسن بیوکنن (نقدنویس وب‌گاه آل‌مووی) شهدا فیلمی فراتر از یک پورنوی خشونت‌بار است و لوژیه در پی تاثیرگذاری واقعی بر مخاطب است. بیوکنن معتقد است کلیت شهدا چیزی فراتر از تک تک صحنه‌های آن است و فیلم با پیش گرفتن یک رویکرد فلسفی، به‌همراه بعضی تفاوت‌های ظریف غیرمنتظره، روایتگر درد و رنج انسان‌ها است.